# 吉岡優奈
吉岡 優奈（よしおか ゆな、2008年7月1日 - ）は、日本のファッションモデル。大阪府出身。スターダストプロモーション所属。

## 略歴
第23回ニコラモデルオーディションにおいて近藤結良・河村果歩・田中南・太田雫とともにグランプリを受賞し、ニコラ専属モデル（ニコモ）となる。所属事務所はスターダストプロモーションに決まる。ニコラ2019年10月号にて初登場を飾る。ニコラ2020年5月号にて初めてファッションページに登場。

## 人物
- 特技は水泳。
- 好きな食べ物はオムライスやたらこパスタ、トマト[1]。
- 趣味はYouTubeを観ること[2]、コスメ収集、K-POPの音楽を聴くこと[1]。
- 憧れのニコモは黒坂莉那、青井乃乃、林芽亜里。
- 憧れの芸能人は永野芽郁[1]。
- 将来の夢は、多様に活躍するモデルになること[1]。

## 書籍

### 雑誌
- nicola（2019年10月号[1] - 、新潮社） - 専属モデル